# Ausobskya
Ausobskya is een geslacht van hooiwagens uit de familie Phalangodidae.
De wetenschappelijke naam Ausobskya is voor het eerst geldig gepubliceerd door Martens in 1972. 

## Soorten
Ausobskya omvat de volgende 4 soorten:
- Ausobskya athos
- Ausobskya brevipes
- Ausobskya hauseri
- Ausobskya mahnerti